# ماروین (میزوری)
ماروین یک منطقه ثبت‌نشده در شهرستان مورگان، در ایالت میزوری ایالات متحده آمریکا است.

## تاریخچه
اداره پستی به‌نام ماروین در سال ۱۹۰۴ تأسیس شد، و تا سال ۱۹۳۸ (میلادی) به کار خود ادامه داد نام این جامعه اچ‌ال ماروین، یکی از مقامات راه‌آهن است.